# NGC 5651
NGC 5651 je zvijezda u zviježđu Djevici. 
Postoji sveza s NGC 5713, spiralnom galaktikom magnitude 11, vrste SBbc, u Djevici (RA 14h 40m 11,3s, Dec -00° 17' 24"). Mislilo se za jedan od triju objekata (NGC 5632, NGC 5651 i NGC 5658) koje je promatrao Bond iste noći da su zvijezde, no Steinicke je 2015. pokazao da ako je Bond krivo identificirao zvijezdu, da su sva tri objekta bila dvostruki zapisi promatranih drugih objekata Novog općeg kataloga.

## Vanjske poveznice
- (engl.) SEDS: NGC 5651
- (engl.) Hartmut Frommert: Revidirani Novi opći katalog
- (engl.) Izvangalaktička baza podataka NASA-e i IPAC-a
- (engl.) Astronomska baza podataka SIMBAD
- (engl.) VizieR
- DSS-ova slika NGC 5651  Arhivirana inačica izvorne stranice od 3. kolovoza 2016. (Wayback Machine)
- (engl.) Auke Slotegraaf: NGC 5651 Deep Sky Observer's Companion
- (engl.) Courtney Seligman: Objekti Novog općeg kataloga: NGC 5650 - 5699